# Frederik Jäkel
Frederik Jäkel (Dommitzsch, 7 marzo 2001) è un calciatore tedesco, difensore dell'Eintracht Braunschweig in prestito dal RB Lipsia.

## Carriera
Cresciuto nel settore giovanile del RB Lipsia, il 14 luglio 2020 viene ceduto in prestito all'Ostenda per due stagioni; debutta fra i professionisti il 15 dicembre 2020 in occasione dell'incontro di Pro League pareggiato 1-1 contro l'Eupen.
Il 20 giugno 2022 viene ceduto in prestito all'Arminia Bielefeld, nella seconda divisione tedesca. Gioca poi in prestito in questa stessa categoria anche nella stagione 2023-2024 e nella stagione 2024-2025, trascorse all'Elversberg.

## Statistiche

### Presenze e reti nei club
Statistiche aggiornate al 5 novembre 2021.
| Stagione        | Squadra           | Campionato      | Campionato | Campionato | Coppe nazionali | Coppe nazionali | Coppe nazionali | Coppe continentali | Coppe continentali | Coppe continentali | Altre coppe | Altre coppe | Altre coppe | Totale | Totale |
| Stagione        | Squadra           | Comp            | Pres       | Reti       | Comp            | Pres            | Reti            | Comp               | Pres               | Reti               | Comp        | Pres        | Reti        | Pres   | Reti   |
| --------------- | ----------------- | --------------- | ---------- | ---------- | --------------- | --------------- | --------------- | ------------------ | ------------------ | ------------------ | ----------- | ----------- | ----------- | ------ | ------ |
| 2020-2021       | Ostenda           | D1              | 16         | 0          | CB              | 1               | 0               |                    | -                  | -                  |             | -           | -           | 17     | 0      |
| 2021-2022       | Ostenda           | D1              | 25         | 3          | CB              | 1               | 0               |                    | -                  | -                  |             | -           | -           | 26     | 3      |
| Totale Ostenda  | Totale Ostenda    | Totale Ostenda  | 41         | 3          |                 | 2               | 0               |                    | -                  | -                  |             | -           | -           | 43     | 3      |
| 2022-2023       | Arminia Bielefeld | 2.B             | 25+2       | 1+0        | CG              | 0               | 0               |                    | -                  | -                  |             | -           | -           | 27     | 1      |
| 2023-2024       | Elversberg        | 2.B             | 18         | 1          | CG              | 0               | 0               |                    | -                  | -                  |             | -           | -           | 18     | 1      |
| Totale carriera | Totale carriera   | Totale carriera | 86         | 5          |                 | 2               | 0               |                    | -                  | -                  |             | -           | -           | 88     | 5      |